# Hector Barbossa
Kapitein Hector Barbossa is een fictieve piraat uit de filmserie Pirates of the Caribbean. Hij wordt in de films gespeeld door acteur Geoffrey Rush. Voor het computerspel van de films werd Barbossa's stem ingesproken door stemacteur Brian George.
Van Barbossa wordt beweerd dat hij zo slecht is dat de hel hem heeft uitgespuugd. Hij heeft een aap als huisdier genaamd Jack, genoemd naar Jack Sparrow.
De voornaam van Barbossa wordt onthuld in het commentaar van de regisseur op de dvd. In At World's End spreekt Jack Sparrow hem zo aan in Davy Jones locker.

## Biografie

### Pirates of the Caribbean: The Curse of the Black Pearl
Barbossa is de kapitein van het vervloekte piratenschip de Black Pearl. Vroeger was hij niet de kapitein maar eerste stuurman, de eerste kapitein was Jack Sparrow. Barbossa vroeg om de route naar de schat die zich op Isla de Muerta bevond. Barbossa zei dat ze alles moesten delen, dus ook een deel van de kaart en de route naar Isla de Muerta. Jack gaf hem de route en ze spraken af dat ze allebei een deel kregen. Nadat Jack het had verteld zette Barbossa de bemanning aan tot muiterij. Na de muiterij benoemde Barbossa zichzelf tot kapitein. Jack werd achtergelaten op een eilandje waarvan hij zichzelf tot gouverneur benoemde. Hij kreeg een pistool mee met één kogel. Jack wist te ontsnappen met de hulp van rumsmokkelaars.
Barbossa en de bemanning vonden de schat. Bill Turner vond op zijn minst dat Jack gewoon de kapitein werd, maar Barbossa bevestigde een kanonskogel aan zijn voet en Turner werd de oceaan ingeworpen. Ze gaven de buit uit aan gezelschap, rum en andere zaken waaraan ze het uit konden geven. Ze wisten dat hun diepste wens niet werd gevuld en door het maanlicht ontdekten ze dat ze in skeletten veranderden en dat ze niet konden worden gedood vanwege de vloek. Om deze vloek te breken moesten alle goudstukken van de schat worden teruggebracht en een bloedoffer van ieder bemanningslid worden gebracht. Nadat iedereen aan de beurt was geweest, moest Bill Turner nog, maar die was de oceaan ingeworpen terwijl hij eigenlijk was vervloekt. Ze moesten het kind van Bill Turner vinden die hetzelfde bloed heeft als zijn vader: piratenbloed, en dat was al voldoende.
Aan het begin is het laatste muntstuk van de schat in handen van Elizabeth Swann gevallen, die het had gestolen van Will Turner, de zoon van Bill Turner. Barbossa valt met zijn bemanning Port Royal aan, en ontvoert Elizabeth, denkend dat zij het kind van Bill Turner 'Bootstrap Bill' is. Als Will, die over zijn oren verliefd is op Elizabeth, haar redt met de hulp van de piraat Jack Sparrow, die net in Port Royal is aangekomen, zet Barbossa met de Black Pearl de achtervolging in. Hij valt het schip van Jack Sparrow, de The Interceptor, aan en neemt Jack, Elizabeth, Will en de bemanning gevangen. Hij laat Jack achter samen met Elizabeth op hetzelfde eilandje waar Jack eerder had vastgezeten, en neemt Will gevangen.
Jack ontsnapt opnieuw door James Norrington, en zoekt de piraten op in de grot waar de schat ligt, Jack heeft een klein plannetje bedacht om Barbossa te misleiden en vertelt hem dat Norrington buiten wacht met zijn schip en hem vermoordt wanneer de vloek is opgeheven, Barbossa heeft geen zin om dood te gaan en ze maken een deal: Jack wordt weer kapitein en Barbossa wordt de kapitein van Norringtons schip nadat zijn bemanning elke man heeft uitgeroeid. Barbossa gelooft dat en wil 25% van Jacks buit. Barbossa had niet gezien dat Jack een muntstuk had gepakt en dat ze nu beide vervloekt waren. Als het plan van Jack werkt, gelooft Barbossa dat Jack onvoorspelbaar is, maar Jack zegt ook duidelijk dat hij niet te vertrouwen is en bevrijdt Will. Jack bevecht Barbossa. Terwijl Barbossa afgeleid raakt, maakt Jack het bloedoffer en geeft het aan Will, Barbossa pakt zijn pistool en wijst het naar Elizabeth die ook meevecht tegen de bemanning, maar Jack had al zijn pistool met de ene kogel gepakt en schiet recht door Barbossa zijn hart. Barbossa vertelt Jack dat hij zijn schot van 10 jaar geleden heeft verspild, maar Will had het bloedoffer ook gemaakt en Barbossa zegt: I feel... cold (ik heb het... koud) en valt neer.
Als Jack de aap een munt pakt uit de kist wordt hij vervolgens weer vervloekt en zwemt achter de Black Pearl aan.

### Pirates of the Caribbean: Dead Man's Chest
Nadat Will en Jacks crew zijn aangekomen in Tia Dalma's hut, en treuren om de dood van Jack Sparrow die opgegeten is door de Kraken, biedt Tia Dalma aan om naar het einde van de wereld en verder te varen om Kapitein Jack terug te halen, maar daarvoor hebben ze iemand nodig die de wateren kent. Die iemand blijkt niemand minder dan Hector Barbossa te zijn die teruggekeerd is uit de dood met behulp van Tia Dalma. Barbossa's enige zin was: So tell me, what's become of my ship? (Vertel eens, wat is er met m'n schip gebeurd?)

### Pirates of the Caribbean: At World's End
Na het schokkende nieuws dat Barbossa eigenlijk nog leeft, gaat hij samen met Will, Elizabeth, Tia Dalma en de rest van de bemanning van de Black Pearl naar Singapore, om bij de piraat Sao Feng een kaart te bemachtigen die naar Davy Jones' Locker leidt.
De bemanning had een idee, om simpel de kaart te lenen zonder dat Sao Feng het weet. Barbossa laat Will stiekem naar de heilige tempel van Sao Feng zijn oom gaan om daar de kaart te stelen, maar Will wordt gevangengenomen zonder dat Barbossa het zelf wist.
Het was aan Barbossa en Elizabeth om een schip en een bemanning te vragen aan Sao Feng, en wat nog het belangrijkste is: De Broederschaps Raad'.
Sao Feng weet allang dat dit doorgestoken kaart is en haalt Will, die gevangen is genomen. Sao Feng zegt ook dat Barbossa hem heeft belazerd, maar Barbossa blijft kalm en gaat rustig onderhandelen met Feng, Feng vraagt wie hij zoekt in Davy Jones' Locker. Wanneer Will roept: 'Jack Sparrow' weet Feng genoeg en wil hij de kaart niet geven, maar Barbossa zegt dat Jack zijn muntstuk niet door kon geven na zijn dood. Wanneer ze ontdekken dat er nog een dief in zijn badhuis zit, komen Becketts mannen binnen stormen... het gevecht breekt los.
Als na het gevecht Will aankomt met een bemanning en een schip en zelfs de kaart, gaan ze naar de Locker.
Later als ze eenmaal in de Locker aankomen, zien ze de Black Pearl aankomen varen op zand (wat natuurlijk komt door Calypso die tevens Tia Dalma is) Jack komt uiteindelijk aan land, en hij denkt dat de bemanning een hallucinatie is. Wanneer Barbossa met Jack in gesprek gaat zegt hij dat hij hem heeft neergeschoten op Isla de Muerta en Jack antwoordt heel onschuldig met: Nee. Iedereen vraagt of Jack meegaat, want hij is nodig bij de 'Broederschaps Raad' maar Jack zegt op dat moment: Why should I sail with any of you, four of you tried to kill me in the past, one of you succeeded (Waarom zou ik met jullie meevaren, vier van jullie probeerden mij te vermoorden, één is het gelukt). Diegene zijn: Barbossa,Tia Dalma, Will en Elizabeth is het gelukt. Wanneer Jack toch meegaat, moeten ze uit de Locker zien te ontsnappen. Terwijl Jack die kaart zit te bestuderen, komt hij erachter wat er moet gebeuren, 'Boven is Beneden', dus ze laten het schip rollen en ze komen terug.
Als ze terugkomen houdt iedereen elkaar onder schot omdat Jack mee moet gaan naar het Conclaaf. Ondanks dat Jack niet wil, heeft het geen zin elkaar af te schieten omdat het kruit nat is. Ze gaan aan land om water in te slaan. Daar komt een muiterij van de bemanning en Will zelf, die dankzij Sao Feng de Black Pearl krijgt, maar wanneer Will de Black Pearl niet gebruikt neemt Sao Feng hem in. Daarna komt Beckett aanzetten terwijl die hem weer inneemt. Als Barbossa voor de tweede keer in onderhandeling gaat mat Sao Feng, vertelt hij Feng dat de piraten nog één wapen hebben dat hij graag wil gebruiken: Calypso. Feng denkt dat dit Elizabeth is. Wanneer Barbossa onderhandelt met Elizabeth vindt ze het goed dat ze met Feng meegaat en naar het conclaaf.
Wanneer Barbossa de Piratenleiders ompraat, komt Elizabeth aan wanneer Sao Feng is vermoord door de The Flying Dutchman en hij benoemt haar tot Piratenleider. Wanneer Barbossa zegt dat Calypso de piraten overhandigt met dankbaarheid en de piraten gaat helpen gaat Jack hierop tegenin, hij zegt dat Calypso misschien genadig is, maar het is niet zeker. Hij zegt dat ze moeten vechten en in oorlog gaan, maar Barbossa zegt dat er een koning moet zijn wie zegt dat ze in oorlog gaan, en hij roept Jacks vader op: Teague Sparrow die de 'Pirate Code' beschermt, en hij zegt precies hetzelfde wat Barbossa zegt, dus Jack vraagt om een verkiezing tot "Piratenkoning". Terwijl iedereen op zichzelf stemt, stemt Jack op Elizabeth, die geschokt is. Elizabeth verklaart de oorlog.
Wanneer ze in onderhandeling gaan met Will, Beckett en Jones, vertelt Beckett dat Jack een pact met heeft gesloten dat hij de piraten naar hem toe zou leiden, maar Davy Jones niet zou vertellen dat hij nog leeft. Wanneer Barbossa dit weet snijdt hij Jacks muntstuk van zijn bandana af en neemt het zelf mee. Uiteindelijk worden Jack en Will omgeruild. Jack wordt gevangengenomen op The Flying Dutchman en Will gaat terug naar de Black Pearl, waar Barbossa Calypso vrij gaat laten. Wanneer dit is gebeurd overlaadt ze de piraten niet met dankbaarheid om daarmee Beckett mee uitschakelen, maar zorgt ze voor een maalstroom.
Wanneer de maalstroom groter begint te worden, zijn ze van plan in gevecht te gaan met The Flying Dutchman, waar Elizabeth Barbossa vraagt of hij aan het roer gaat. Wanneer ze midden in het gevecht zijn en Jack met Davy Jones vecht in de mast met de kist, zegt Will tegen Elizabeth dat hij van haar houdt, waarop Elizabeth naar Barbossa kijkt en vraagt of hij hun wil huwen. Barbossa zegt eerst dat hij even bezig is, maar later doet hij het toch. Elizabeth en Will geven het jawoord aan elkaar en Barbossa zegt: Als kapitein verbind ik dit koppel, jullie mogen... jullie mogen... ach, kus elkaar.
Wanneer Jones zijn hart is doorboord door Will, knijpen Barbossa en de Black Pearl ertussenuit, voordat The Flying Dutchman hen allemaal de Locker in krijgt, en ze varen de maalstroom uit. Jack en Elizabeth moeten Will achterlaten en komen er door een miraculeuze manier uit. Wanneer Jack het commando geeft om Becketts schip aan te vallen, is Barbossa daar fel tegen maar kan niets doen, want Jack is vastbesloten. Opeens komt The Flying Dutchman uit de golven herrijzen en vallen ze samen Beckett aan, die uiteindelijk overlijdt.
Na een overwinning van een Revolutie van de Piraten in Tortuga verlaat Barbossa samen met de bemanning Tortuga zonder Gibbs of Jack, maar Jack is teleurgesteld maar geeft er uiteindelijk niet zoveel om, de Pearl krijgt hij later wel terug. Hij neemt afscheid van Gibbs en verlaat met een klein bootje Tortuga, terwijl Gibbs met twee vrouwen ervandoor gaat. Barbossa praat met zijn bemanning over de Bron van Eeuwige Jeugd. Als Barbossa de kaart uitrolt ziet hij helaas dat Jack hem al voor is geweest en het belangrijkste uit de kaart heeft gesneden, terwijl Jack naar de Bron van Eeuwige Jeugd op zoek is.

### Pirates of the Caribbean: On Stranger Tides
In de vierde film blijkt Barbossa geen geluk te hebben gehad na afloop van de derde film. Hij is de Black Pearl kwijtgeraakt aan de piraat Blackbeard, die hem tevens gedwongen heeft zijn eigen been te amputeren waardoor Barbossa nu een houten been heeft. Hij is noodgedwongen gaan werken als kaper voor koning George II van Groot-Brittannië. Deze wil dat Barbossa een zoektocht naar de Fontein van de Eeuwige Jeugd onderneemt, voordat de Spanjaarden deze kunnen vinden. George dwingt tevens Jack Sparrow om mee te gaan op deze expeditie, maar Jack sluit zich in plaats daarvan aan bij Blackbeard.
Nadat Barbossa aan Jack onthult dat Blackbeard de Pearl heeft, slaan de twee oude rivalen de handen ineen. In de climax van de film slaagt Barbossa erin Blackbeard dodelijk te verwonden met een giftig zwaard, waarna hij Blackbeard's magische zwaard en schip steelt. Hij nodigt Blackbeards bemanning uit voor hem te komen werken, breekt zijn banden met de Britten, en wordt weer een piraat.

### Pirates of the Caribbean: Dead Men Tell No Tales
Een jaar later heeft hij een grote vloot gekregen en heerst over de zeeën. Wanneer Mullroy en Murtogg hem melden dat 3 van zijn schepen zijn verwoest door de Spaanse kapitein Salazar, besluit hij raad te gaan vragen aan Shansa, een zee-heks. Barbossa heeft haar gered van de galg op voorwaarde dat hij nog zou heersen over de zee. Sansha geeft Barbossa het kompas van Jack Sparrow. Hierna besluit hij een deal te maken met Salazar: hij zal voor hem Jack gaan zoeken in ruil voor zijn leven en dat van zijn crew.
Nadat Barbossa Jack heeft gevonden, besluit hij Salazar en zijn spookpiraten te verraden en de Black Pearl  te bevrijden nadat Blackbeard die in een flesje heeft opgesloten. Het komt tot een gevecht tussen de crew van de Black Pearl en die van de Silent Mary, het schip van Salazar. Uiteindelijk vinden Jack en Carina de drietand van Poseidon op de bodem van de oceaan, maar ook Salazar is daar. Henry weet de drietand te vernietigen, waardoor elke vloek op zee is verheven. De Black Pearl gooit zijn anker uit en Barbossa staat op het anker om Jack, Henry en Carina te redden. Salazar weet ook het anker te bemachtigen, waardoor Barbossa zichzelf opoffert door zich te laten vallen en Salazar mee te sleuren. Vlak daarvoor komt Carina te weten van Barbossa zelf dat hij haar vader is. Nu alles is opgelost, brengt de crew een eerbetoon aan de overleden ex-kapitein van de Black Pearl. Jack het aapje heeft het overleefd en klimt op de schouder van Sparrow, die nu weer de kapitein is van zijn geliefde schip.

## Achtergrond
Er is maar weinig bekend over Barbossa voordat hij op de Black Pearl ging werken. Zijn naam suggereert een mogelijke Portugese of Spaanse afkomst, hoewel hij met een westers dialect praat.
Barbossa heeft een vreemde obsessie voor appels. Er zijn onder andere appels op de tafel in zijn hut, en wanneer hij in de eerste film sterft rolt er een appel uit zijn hand. Ook bij zijn verschijning aan het eind van de tweede film heeft hij een appel in zijn hand, en in At World's End, eet hij een appel op de Black Pearl.
Bij de Lost Disc van het eerste deel vertelt Geoffrey Rush zijn zelfbedachte verhaal over Barbossa's geschiedenis: Barbossa is afkomstig uit een arme familie, waarvan hij wegliep toen hij dertien jaar was. Hij ging op zoek naar een leven op zee. Kapitein worden interesseerde hem het meeste. Aanvankelijk wilde hij een rechtschapen kapitein worden, maar later zag hij dat piraterij veel makkelijker en veel leuker was om te overleven.
Barbossa is een van de Piratenleiders en is leider van de Kaspische Zee, maar hij verbleef bij Jack Sparrow die leider was van de Caraïben.
Barbossa kreeg al op een heel jonge leeftijd een zwaard, vertelde Rush in een interview. Zijn vaardigheden zijn veel beter dan James Norrington. De enige die een een-tegen-eengevecht tegen hem heeft overleefd is Jack. Hij vocht ook tegen Mercer, maar die sprong overboord omdat hij wist dat Barbossa veel beter was.

## In andere media

### Computerspellen
Sinds 2013 is er een verzamelfiguur van het personage Hector Barbossa voor het computerspel Disney Infinity. Zodra deze figuur op een speciale plaats wordt gezet, verschijnt het personage online in het spel. De Nederlandse stem wordt voor het spel ingesproken door Fred Meijer.